# PDC Home Tour III 2020
De PDC Home Tour III was een speciaal dartstoernooi georganiseerd door de PDC in het jaar dat wereldwijd het coronavirus de gehele sportwereld voor lange tijd plat legde. Dit home toernooi was een vervolg op de PDC Home Tour (gewonnen door Nathan Aspinall) en de PDC Home Tour 2 (gewonnen door Luke Humphries) eerder dit jaar.

De spelers speelden thuis op hun eigen bord tegen een tegenstander en dat werd live uitgezonden op internet.

Damon Heta won het toernooi. Hij versloeg in de finalewedstrijd Chris Dobey met 4-2.

## Toernooi-opzet
Vanaf 26 oktober speelden telkens zeven darters met een Tourkaart in een groepsfase tegen elkaar. 
Elke wedstrijd werd bepaald door een "best of 9 legs", de winnaar kreeg twee punten. Bij een gelijke stand in wedstrijdpunten werd de winnaar bepaald op basis van het legsaldo. Was dat gelijk dan bepaalde het onderling resultaat de winnaar. Stonden er dan nog spelers gelijk, dan bepaalde het 3-dartsgemiddelde de volgorde in de groep.
Er waren 18 speeldagen in de groepsfase met 42 deelnemers. Dat betekent dat elke speler drie keer in een groep vertegenwoordigd was. Daarna werd een overall stand opgemaakt.
De beste zeven plaatsten zich voor de Championship Groep. Zij speelden op 11 december ook 1 keer tegen elkaar. De nummers 1 en 2 in de groep speelden vervolgens de finale om de winnaar te bepalen.

## Groepsfase

### Speeldag 1 - Maandag 26 oktober
| ID | Speler           | Wedstrijden | Wedstrijden | Wedstrijden | Legs | Legs | Legs  | Legs  | Punten |
| -- | ---------------- | ----------- | ----------- | ----------- | ---- | ---- | ----- | ----- | ------ |
| ID | Speler           | G           | W           | V           | LV   | LT   | Saldo | Gem.  | Punten |
| 4  | Andy Boulton     | 6           | 5           | 1           | 22   | 9    | +13   | 92.63 | 10     |
| 3  | James Wilson     | 6           | 4           | 2           | 20   | 12   | +8    | 90.46 | 8      |
| 6  | William Borland  | 6           | 4           | 2           | 19   | 14   | +5    | 89.78 | 8      |
| 1  | Luke Humphries   | 6           | 4           | 2           | 20   | 15   | +5    | 94.42 | 8      |
| 2  | Barrie Bates     | 6           | 2           | 4           | 10   | 22   | -12   | 79.65 | 4      |
| 7  | Adam Hunt        | 6           | 1           | 5           | 13   | 21   | -8    | 93.77 | 2      |
| 5  | Jonathan Worsley | 6           | 1           | 5           | 12   | 23   | -11   | 76.67 | 2      |

Borland - Humphries 4 - 2

### Speeldag 2 - Dinsdag 27 oktober
| ID | Speler          | Wedstrijden | Wedstrijden | Wedstrijden | Legs | Legs | Legs  | Legs  | Punten |
| -- | --------------- | ----------- | ----------- | ----------- | ---- | ---- | ----- | ----- | ------ |
| ID | Speler          | G           | W           | V           | LV   | LT   | Saldo | Gem.  | Punten |
| 14 | Chris Dobey     | 6           | 5           | 1           | 23   | 11   | +12   | 98.85 | 10     |
| 8  | Marko Kantele   | 6           | 5           | 1           | 21   | 11   | +10   | 85.78 | 10     |
| 13 | Krzysztof Kciuk | 6           | 4           | 2           | 19   | 17   | +2    | 84.91 | 8      |
| 9  | Daniel Larsson  | 6           | 3           | 3           | 17   | 15   | +2    | 89.27 | 6      |
| 10 | David Pallett   | 6           | 3           | 3           | 20   | 21   | -1    | 85.52 | 6      |
| 12 | Lisa Ashton     | 6           | 1           | 5           | 13   | 21   | -8    | 83.23 | 2      |
| 11 | Ryan Meikle     | 6           | 0           | 6           | 7    | 24   | -17   | 84.75 | 0      |

### Speeldag 3 - Woensdag 28 oktober
| ID | Speler         | Wedstrijden | Wedstrijden | Wedstrijden | Legs | Legs | Legs  | Legs  | Punten |
| -- | -------------- | ----------- | ----------- | ----------- | ---- | ---- | ----- | ----- | ------ |
| ID | Speler         | G           | W           | V           | LV   | LT   | Saldo | Gem.  | Punten |
| 19 | Steve Beaton   | 6           | 5           | 1           | 23   | 13   | +10   | 94.71 | 10     |
| 18 | Mickey Mansell | 6           | 5           | 1           | 23   | 15   | +8    | 87.51 | 10     |
| 16 | Gary Blades    | 6           | 3           | 3           | 18   | 17   | +1    | 83.87 | 6      |
| 21 | Joe Murnan     | 6           | 3           | 3           | 17   | 21   | -4    | 81.32 | 6      |
| 17 | Alan Tabern    | 6           | 2           | 4           | 16   | 17   | -1    | 90.33 | 4      |
| 20 | Richard North  | 6           | 2           | 4           | 16   | 21   | -5    | 84.08 | 4      |
| 15 | Nathan Derry   | 6           | 1           | 5           | 13   | 22   | -9    | 75.47 | 2      |

### Speeldag 4 - Maandag 2 november
| ID | Speler           | Wedstrijden | Wedstrijden | Wedstrijden | Legs | Legs | Legs  | Legs  | Punten |
| -- | ---------------- | ----------- | ----------- | ----------- | ---- | ---- | ----- | ----- | ------ |
| ID | Speler           | G           | W           | V           | LV   | LT   | Saldo | Gem.  | Punten |
| 23 | Simon Whitlock   | 6           | 6           | 0           | 24   | 10   | +14   | 93.49 | 12     |
| 3  | James Wilson     | 6           | 3           | 3           | 18   | 12   | +6    | 93.21 | 6      |
| 25 | Kai Fan Leung    | 6           | 3           | 3           | 19   | 18   | +1    | 91.54 | 6      |
| 20 | Richard North    | 6           | 3           | 3           | 14   | 16   | -2    | 86.41 | 6      |
| 24 | Martin Schindler | 6           | 3           | 3           | 16   | 18   | -2    | 88.07 | 6      |
| 22 | Kirk Shepherd    | 6           | 2           | 4           | 14   | 22   | -8    | 91.03 | 4      |
| 13 | Krzysztof Kciuk  | 6           | 1           | 5           | 14   | 23   | -9    | 83.32 | 2      |

North - Schindler 4 - 2

### Speeldag 5 - Dinsdag 3 november
| ID | Speler             | Wedstrijden | Wedstrijden | Wedstrijden | Legs | Legs | Legs  | Legs  | Punten |
| -- | ------------------ | ----------- | ----------- | ----------- | ---- | ---- | ----- | ----- | ------ |
| ID | Speler             | G           | W           | V           | LV   | LT   | Saldo | Gem.  | Punten |
| 28 | Krzysztof Ratajski | 5           | 5           | 0           | 20   | 5    | +15   | 96.05 | 10     |
| 29 | Martijn Kleermaker | 5           | 3           | 2           | 16   | 16   | 0     | 91.10 | 6      |
| 11 | Ryan Meikle        | 5           | 3           | 2           | 15   | 16   | -1    | 90.16 | 6      |
| 5  | Jonathan Worsley   | 5           | 2           | 3           | 13   | 18   | -5    | 81.17 | 4      |
| 26 | Ron Meulenkamp     | 5           | 1           | 4           | 15   | 17   | -2    | 93.34 | 2      |
| 27 | Stephen Bunting    | 5           | 1           | 4           | 11   | 18   | -7    | 88.33 | 0      |
| 15 | Nathan Derry       | 4           | 0           | 4           | 7    | 16   | -9    | 77.18 | 0      |

Nathan Derry moest zich terugtrekken na vier wedstrijden. Die uitslagen werden geschrapt.

### Speeldag 6 - Woensdag 4 november
| ID | Speler         | Wedstrijden | Wedstrijden | Wedstrijden | Legs | Legs | Legs  | Legs  | Punten |
| -- | -------------- | ----------- | ----------- | ----------- | ---- | ---- | ----- | ----- | ------ |
| ID | Speler         | G           | W           | V           | LV   | LT   | Saldo | Gem.  | Punten |
| 14 | Chris Dobey    | 6           | 5           | 1           | 22   | 11   | +11   | 89.96 | 10     |
| 33 | Carl Wilkinson | 6           | 5           | 1           | 23   | 14   | +9    | 94.06 | 10     |
| 30 | Andy Hamilton  | 6           | 4           | 2           | 21   | 12   | +9    | 95.32 | 8      |
| 31 | Peter Jacques  | 6           | 3           | 3           | 18   | 18   | 0     | 87.74 | 6      |
| 16 | Gary Blades    | 6           | 2           | 4           | 13   | 18   | -5    | 87.43 | 4      |
| 32 | Geert Nentjes  | 6           | 1           | 5           | 13   | 21   | -8    | 81.67 | 2      |
| 2  | Barrie Bates   | 6           | 1           | 5           | 7    | 23   | -16   | 72.92 | 2      |

### Speeldag 7 - Donderdag 5 november
| ID | Speler             | Wedstrijden | Wedstrijden | Wedstrijden | Legs | Legs | Legs  | Legs  | Punten |
| -- | ------------------ | ----------- | ----------- | ----------- | ---- | ---- | ----- | ----- | ------ |
| ID | Speler             | G           | W           | V           | LV   | LT   | Saldo | Gem.  | Punten |
| 17 | Alan Tabern        | 6           | 5           | 1           | 21   | 9    | +12   | 96.21 | 10     |
| 4  | Andy Boulton       | 6           | 5           | 1           | 21   | 14   | +7    | 98.65 | 10     |
| 29 | Martijn Kleermaker | 6           | 3           | 3           | 20   | 15   | +5    | 91.72 | 6      |
| 35 | Ross Smith         | 6           | 3           | 3           | 16   | 14   | +2    | 91.71 | 6      |
| 34 | Steve West         | 6           | 3           | 3           | 16   | 20   | -4    | 91.27 | 6      |
| 24 | Martin Schindler   | 6           | 1           | 5           | 10   | 21   | -11   | 87.45 | 2      |
| 10 | David Pallett      | 6           | 1           | 5           | 11   | 22   | -11   | 80.48 | 2      |

Pallet - Schindler 1 - 4

### Speeldag 8 - Maandag 23 november
| ID | Speler           | Wedstrijden | Wedstrijden | Wedstrijden | Legs | Legs | Legs  | Legs  | Punten |
| -- | ---------------- | ----------- | ----------- | ----------- | ---- | ---- | ----- | ----- | ------ |
| ID | Speler           | G           | W           | V           | LV   | LT   | Saldo | Gem.  | Punten |
| 37 | Kim Huybrechts   | 6           | 5           | 1           | 21   | 10   | +11   | 90.04 | 10     |
| 36 | Steve Brown      | 6           | 4           | 2           | 19   | 15   | +4    | 88.06 | 8      |
| 19 | Steve Beaton     | 6           | 4           | 2           | 19   | 16   | +3    | 85.03 | 8      |
| 33 | Carl Wilkinson   | 6           | 3           | 3           | 19   | 18   | +1    | 87.38 | 6      |
| 6  | William Borland  | 6           | 3           | 3           | 17   | 18   | -1    | 85.88 | 6      |
| 38 | John Henderson   | 6           | 1           | 5           | 13   | 21   | -8    | 87.06 | 2      |
| 39 | Harald Leitinger | 6           | 1           | 5           | 12   | 22   | -10   | 84.77 | 2      |

### Speeldag 9 - Dinsdag 24 november
| ID | Speler          | Wedstrijden | Wedstrijden | Wedstrijden | Legs | Legs | Legs  | Legs  | Punten |
| -- | --------------- | ----------- | ----------- | ----------- | ---- | ---- | ----- | ----- | ------ |
| ID | Speler          | G           | W           | V           | LV   | LT   | Saldo | Gem.  | Punten |
| 27 | Stephen Bunting | 6           | 5           | 1           | 21   | 13   | +8    | 94.74 | 10     |
| 25 | Kai Fan Leung   | 6           | 4           | 2           | 20   | 18   | +2    | 87.09 | 8      |
| 9  | Daniel Larsson  | 6           | 3           | 3           | 20   | 18   | +2    | 85.43 | 6      |
| 35 | Ross Smith      | 6           | 3           | 3           | 16   | 18   | -2    | 91.33 | 6      |
| 40 | Ciarán Teehan   | 6           | 2           | 4           | 18   | 20   | -2    | 85.08 | 4      |
| 30 | Andy Hamilton   | 6           | 2           | 4           | 16   | 20   | -4    | 88.89 | 4      |
| 18 | Mickey Mansell  | 6           | 2           | 4           | 17   | 21   | -4    | 89.57 | 4      |

R.Smith - Teehan 4 - 3
Hamilton - Mansell 4 - 3

### Speeldag 10 - Woensdag 25 november
| ID | Speler         | Wedstrijden | Wedstrijden | Wedstrijden | Legs | Legs | Legs  | Legs  | Punten |
| -- | -------------- | ----------- | ----------- | ----------- | ---- | ---- | ----- | ----- | ------ |
| ID | Speler         | G           | W           | V           | LV   | LT   | Saldo | Gem.  | Punten |
| 34 | Steve West     | 6           | 5           | 1           | 21   | 10   | +11   | 89.68 | 10     |
| 21 | Joe Murnan     | 6           | 4           | 2           | 19   | 14   | +5    | 89.71 | 8      |
| 26 | Ron Meulenkamp | 6           | 3           | 3           | 19   | 18   | +1    | 93.79 | 6      |
| 31 | Peter Jacques  | 6           | 3           | 3           | 16   | 18   | -2    | 86.96 | 6      |
| 36 | Steve Brown    | 6           | 3           | 3           | 16   | 19   | -3    | 86.76 | 6      |
| 8  | Marko Kantele  | 6           | 2           | 4           | 16   | 19   | -3    | 83.65 | 4      |
| 22 | Kirk Shepherd  | 6           | 1           | 5           | 13   | 22   | -9    | 86.09 | 2      |

### Speeldag 11 - Dinsdag 1 december
| ID | Speler          | Wedstrijden | Wedstrijden | Wedstrijden | Legs | Legs | Legs  | Legs  | Punten |
| -- | --------------- | ----------- | ----------- | ----------- | ---- | ---- | ----- | ----- | ------ |
| ID | Speler          | G           | W           | V           | LV   | LT   | Saldo | Gem.  | Punten |
| 41 | Michael Smith   | 6           | 5           | 1           | 22   | 12   | +10   | 97.30 | 10     |
| 1  | Luke Humphries  | 6           | 4           | 2           | 22   | 12   | +10   | 97.23 | 8      |
| 35 | Ross Smith      | 6           | 3           | 3           | 15   | 14   | +1    | 89.30 | 6      |
| 19 | Steve Beaton    | 6           | 3           | 3           | 15   | 17   | -2    | 91.45 | 6      |
| 43 | Conan Whitehead | 6           | 3           | 3           | 17   | 19   | -2    | 83.05 | 6      |
| 42 | Ryan Searle     | 6           | 2           | 4           | 13   | 20   | -7    | 89.08 | 4      |
| 11 | Ryan Meikle     | 6           | 1           | 5           | 10   | 20   | -10   | 83.88 | 2      |

### Speeldag 12 - Woensdag 2 december
| ID | Speler         | Wedstrijden | Wedstrijden | Wedstrijden | Legs | Legs | Legs  | Legs  | Punten |
| -- | -------------- | ----------- | ----------- | ----------- | ---- | ---- | ----- | ----- | ------ |
| ID | Speler         | G           | W           | V           | LV   | LT   | Saldo | Gem.  | Punten |
| 4  | Andy Boulton   | 6           | 6           | 0           | 24   | 6    | +18   | 96.38 | 12     |
| 26 | Ron Meulenkamp | 6           | 5           | 1           | 23   | 12   | +11   | 91.58 | 10     |
| 31 | Peter Jacques  | 6           | 4           | 2           | 19   | 15   | +4    | 87.48 | 8      |
| 30 | Andy Hamilton  | 6           | 2           | 4           | 15   | 21   | -6    | 85.81 | 4      |
| 2  | Barrie Bates   | 6           | 2           | 4           | 9    | 19   | -10   | 73.40 | 4      |
| 10 | David Pallett  | 6           | 1           | 5           | 13   | 20   | -7    | 83.65 | 2      |
| 20 | Richard North  | 6           | 1           | 5           | 13   | 23   | -10   | 83.42 | 2      |

### Speeldag 13 - Donderdag 3 december
| ID | Speler             | Wedstrijden | Wedstrijden | Wedstrijden | Legs | Legs | Legs  | Legs  | Punten |
| -- | ------------------ | ----------- | ----------- | ----------- | ---- | ---- | ----- | ----- | ------ |
| ID | Speler             | G           | W           | V           | LV   | LT   | Saldo | Gem.  | Punten |
| 42 | Ryan Searle        | 6           | 5           | 1           | 22   | 10   | +12   | 98.17 | 10     |
| 28 | Krzysztof Ratajski | 6           | 4           | 2           | 21   | 13   | +8    | 96.99 | 8      |
| 41 | Michael Smith      | 6           | 3           | 3           | 18   | 15   | +3    | 94.61 | 6      |
| 21 | Joe Murnan         | 6           | 3           | 3           | 14   | 16   | -2    | 90.98 | 6      |
| 40 | Ciarán Teehan      | 6           | 3           | 3           | 14   | 20   | -6    | 88.79 | 6      |
| 23 | Simon Whitlock     | 6           | 2           | 4           | 12   | 19   | -7    | 89.58 | 4      |
| 32 | Geert Nentjes      | 6           | 1           | 5           | 12   | 20   | -8    | 86.50 | 2      |

### Speeldag 14 - Vrijdag 4 december
| ID | Speler             | Wedstrijden | Wedstrijden | Wedstrijden | Legs | Legs | Legs  | Legs  | Punten |
| -- | ------------------ | ----------- | ----------- | ----------- | ---- | ---- | ----- | ----- | ------ |
| ID | Speler             | G           | W           | V           | LV   | LT   | Saldo | Gem.  | Punten |
| 41 | Michael Smith      | 6           | 6           | 0           | 24   | 6    | +18   | 95.42 | 12     |
| 14 | Chris Dobey        | 6           | 5           | 1           | 20   | 9    | +11   | 96.52 | 10     |
| 17 | Alan Tabern        | 6           | 4           | 2           | 21   | 15   | +6    | 92.22 | 8      |
| 29 | Martijn Kleermaker | 6           | 3           | 3           | 13   | 16   | -3    | 87.00 | 6      |
| 8  | Marko Kantele      | 6           | 2           | 4           | 16   | 20   | -4    | 85.55 | 4      |
| 7  | Adam Hunt          | 6           | 1           | 5           | 13   | 22   | -9    | 84.57 | 2      |
| 39 | Harald Leitinger   | 6           | 0           | 6           | 5    | 24   | -19   | 82.08 | 0      |

### Speeldag 15 - Maandag 7 december
| ID | Speler           | Wedstrijden | Wedstrijden | Wedstrijden | Legs | Legs | Legs  | Legs   | Punten |
| -- | ---------------- | ----------- | ----------- | ----------- | ---- | ---- | ----- | ------ | ------ |
| ID | Speler           | G           | W           | V           | LV   | LT   | Saldo | Gem.   | Punten |
| 44 | Damon Heta       | 6           | 6           | 0           | 24   | 7    | +17   | 101.97 | 12     |
| 3  | James Wilson     | 6           | 4           | 2           | 20   | 16   | +4    | 89.29  | 8      |
| 37 | Kim Huybrechts   | 6           | 4           | 2           | 19   | 17   | +2    | 87.11  | 8      |
| 33 | Carl Wilkinson   | 6           | 3           | 3           | 18   | 16   | +2    | 90.57  | 6      |
| 24 | Martin Schindler | 6           | 3           | 3           | 19   | 19   | 0     | 95.10  | 6      |
| 25 | Kai Fan Leung    | 6           | 1           | 5           | 13   | 21   | -8    | 87.97  | 2      |
| 6  | William Borland  | 6           | 0           | 6           | 7    | 24   | -17   | 81.77  | 0      |

### Speeldag 16 - Dinsdag 8 december
| ID | Speler           | Wedstrijden | Wedstrijden | Wedstrijden | Legs | Legs | Legs  | Legs  | Punten |
| -- | ---------------- | ----------- | ----------- | ----------- | ---- | ---- | ----- | ----- | ------ |
| ID | Speler           | G           | W           | V           | LV   | LT   | Saldo | Gem.  | Punten |
| 34 | Steve West       | 6           | 5           | 1           | 21   | 8    | +13   | 95.79 | 10     |
| 18 | Mickey Mansell   | 6           | 5           | 1           | 22   | 13   | +9    | 82.70 | 10     |
| 38 | John Henderson   | 6           | 4           | 2           | 19   | 13   | +6    | 89.92 | 8      |
| 27 | Stephen Bunting  | 6           | 3           | 3           | 17   | 15   | +2    | 94.38 | 6      |
| 44 | Damon Heta       | 6           | 2           | 4           | 12   | 20   | -8    | 89.25 | 4      |
| 39 | Harald Leitinger | 6           | 1           | 5           | 12   | 23   | -11   | 88.12 | 2      |
| 9  | Daniel Larsson   | 6           | 1           | 5           | 11   | 22   | -11   | 85.17 | 2      |

Larsson - Leitinger 3 - 4

### Speeldag 17 - Woensdag 9 december
| ID | Speler             | Wedstrijden | Wedstrijden | Wedstrijden | Legs | Legs | Legs  | Legs  | Punten |
| -- | ------------------ | ----------- | ----------- | ----------- | ---- | ---- | ----- | ----- | ------ |
| ID | Speler             | G           | W           | V           | LV   | LT   | Saldo | Gem.  | Punten |
| 1  | Luke Humphries     | 6           | 4           | 2           | 20   | 16   | +4    | 94.73 | 8      |
| 13 | Krzysztof Kciuk    | 6           | 4           | 2           | 20   | 18   | +2    | 92.50 | 8      |
| 37 | Kim Huybrechts     | 6           | 3           | 3           | 19   | 16   | +3    | 96.35 | 6      |
| 28 | Krzysztof Ratajski | 6           | 3           | 3           | 18   | 17   | +1    | 96.61 | 6      |
| 45 | Ritchie Edhouse    | 6           | 3           | 3           | 15   | 17   | -2    | 87.37 | 6      |
| 42 | Ryan Searle        | 6           | 3           | 3           | 17   | 19   | -2    | 90.79 | 6      |
| 5  | Jonathan Worsley   | 6           | 1           | 5           | 15   | 21   | -6    | 88.03 | 2      |
| 43 | Conan Whitehead    |             |             |             |      |      |       |       |        |

Ritchie Edhouse verving Conan Whitehead.

Searle - Edhouse 2 - 4

### Speeldag 18 - Donderdag 10 december
| ID | Speler         | Wedstrijden | Wedstrijden | Wedstrijden | Legs | Legs | Legs  | Legs  | Punten |
| -- | -------------- | ----------- | ----------- | ----------- | ---- | ---- | ----- | ----- | ------ |
| ID | Speler         | G           | W           | V           | LV   | LT   | Saldo | Gem.  | Punten |
| 38 | John Henderson | 6           | 5           | 1           | 23   | 15   | +8    | 93.00 | 10     |
| 44 | Damon Heta     | 6           | 4           | 2           | 22   | 14   | +8    | 99.69 | 8      |
| 40 | Ciarán Teehan  | 6           | 3           | 3           | 18   | 15   | +3    | 91.66 | 6      |
| 22 | Kirk Shepherd  | 6           | 3           | 3           | 16   | 16   | 0     | 87.91 | 6      |
| 23 | Simon Whitlock | 6           | 3           | 3           | 16   | 18   | -2    | 93.69 | 6      |
| 32 | Geert Nentjes  | 6           | 2           | 4           | 15   | 19   | -4    | 87.53 | 4      |
| 16 | Gary Blades    | 6           | 1           | 5           | 9    | 22   | -13   | 79.16 | 2      |

## Kwalificatietabel
Het resultaat van de spelers van de 18 speeldagen werd gecombineerd in een tabel.
Bij een gelijke stand in wedstrijdpunten werd de winnaar bepaald op basis van het legsaldo. Was dat gelijk dan bepaalde het aantal gewonnen legs gevolgd door het 3-dartsgemiddelde de volgorde in de tabel.
De beste zeven spelers plaatsten zich voor de Championship Groep. Zij speelden op 11 december één keer tegen elkaar, waarna de nummers 1 en 2 de finale speelden om de winnaar te bepalen.

### Tabel
| ID | Speler             | G  | W  | V  | LV | LT | Saldo | Gem.  | Punten |
| -- | ------------------ | -- | -- | -- | -- | -- | ----- | ----- | ------ |
| 4  | Andy Boulton       | 18 | 16 | 2  | 67 | 29 | +38   | 95.89 | 32     |
| 14 | Chris Dobey        | 18 | 15 | 3  | 65 | 31 | +34   | 95.11 | 30     |
| 41 | Michael Smith      | 18 | 14 | 4  | 64 | 33 | +31   | 95.78 | 28     |
| 34 | Steve West         | 18 | 13 | 5  | 58 | 38 | +20   | 92.25 | 26     |
| 28 | Krzysztof Ratajski | 17 | 12 | 5  | 59 | 35 | +24   | 96.58 | 24     |
| 1  | Luke Humphries     | 18 | 12 | 6  | 62 | 43 | +19   | 95.46 | 24     |
| 44 | Damon Heta         | 18 | 12 | 6  | 58 | 41 | +17   | 96.97 | 24     |
| 37 | Kim Huybrechts     | 18 | 12 | 6  | 59 | 43 | +16   | 91.17 | 24     |
| 18 | Mickey Mansell     | 18 | 12 | 6  | 62 | 49 | +13   | 86.59 | 24     |
| 19 | Steve Beaton       | 18 | 12 | 6  | 57 | 46 | +11   | 90.40 | 24     |
| 3  | James Wilson       | 18 | 11 | 7  | 58 | 40 | +18   | 90.99 | 22     |
| 17 | Alan Tabern        | 18 | 11 | 7  | 58 | 41 | +17   | 92.92 | 22     |
| 33 | Carl Wilkinson     | 18 | 11 | 7  | 60 | 48 | +12   | 90.67 | 22     |
| 23 | Simon Whitlock     | 18 | 11 | 7  | 52 | 47 | +5    | 92.26 | 22     |
| 38 | John Henderson     | 18 | 10 | 8  | 55 | 49 | +6    | 89.99 | 20     |
| 42 | Ryan Searle        | 18 | 10 | 8  | 52 | 49 | +3    | 92.68 | 20     |
| 31 | Peter Jacques      | 18 | 10 | 8  | 53 | 51 | +2    | 87.39 | 20     |
| 21 | Joe Murnan         | 18 | 10 | 8  | 50 | 51 | -1    | 87.34 | 20     |
| 26 | Ron Meulenkamp     | 17 | 9  | 8  | 57 | 47 | +10   | 92.91 | 18     |
| 8  | Marko Kantele      | 18 | 9  | 9  | 53 | 50 | +3    | 85.00 | 18     |
| 27 | Stephen Bunting    | 17 | 9  | 8  | 49 | 46 | +3    | 92.54 | 18     |
| 29 | Martijn Kleermaker | 17 | 9  | 8  | 49 | 47 | +2    | 89.85 | 18     |
| 35 | Ross Smith         | 18 | 9  | 9  | 47 | 46 | +1    | 90.78 | 18     |
| 13 | Krzysztof Kciuk    | 18 | 9  | 9  | 53 | 58 | -5    | 86.91 | 18     |
| 30 | Andy Hamilton      | 18 | 8  | 10 | 52 | 53 | -1    | 90.01 | 16     |
| 25 | Kai Fan Leung      | 18 | 8  | 10 | 52 | 57 | -5    | 88.87 | 16     |
| 40 | Ciarán Teehan      | 18 | 8  | 10 | 50 | 55 | -5    | 88.51 | 16     |
| 36 | Steve Brown        | 12 | 7  | 5  | 35 | 34 | +1    | 87.41 | 14     |
| 9  | Daniel Larsson     | 18 | 7  | 11 | 48 | 55 | -7    | 86.62 | 14     |
| 24 | Martin Schindler   | 18 | 7  | 11 | 45 | 58 | -13   | 90.21 | 14     |
| 6  | William Borland    | 18 | 7  | 11 | 43 | 56 | -13   | 85.81 | 14     |
| 20 | Richard North      | 18 | 6  | 12 | 43 | 60 | -17   | 84.64 | 12     |
| 22 | Kirk Shepherd      | 18 | 6  | 12 | 43 | 60 | -17   | 88.34 | 12     |
| 16 | Gary Blades        | 18 | 6  | 12 | 40 | 57 | -17   | 83.49 | 12     |
| 10 | David Pallett      | 18 | 5  | 13 | 44 | 63 | -19   | 83.22 | 10     |
| 2  | Barrie Bates       | 18 | 5  | 13 | 26 | 64 | -38   | 75.33 | 10     |
| 32 | Geert Nentjes      | 18 | 4  | 14 | 40 | 60 | -20   | 85.24 | 8      |
| 5  | Jonathan Worsley   | 17 | 4  | 13 | 40 | 62 | -22   | 82.14 | 8      |
| 11 | Ryan Meikle        | 17 | 4  | 13 | 32 | 60 | -28   | 86.27 | 8      |
| 43 | Conan Whitehead    | 6  | 3  | 3  | 17 | 19 | -2    | 83.05 | 6      |
| 45 | Ritchie Edhouse    | 6  | 3  | 3  | 15 | 17 | -2    | 87.37 | 6      |
| 7  | Adam Hunt          | 12 | 2  | 10 | 26 | 43 | -17   | 89.47 | 4      |
| 39 | Harald Leitinger   | 18 | 2  | 16 | 29 | 69 | -40   | 84.99 | 4      |
| 12 | Lisa Ashton        | 6  | 1  | 5  | 13 | 21 | -8    | 83.23 | 2      |
| 15 | Nathan Derry       | 6  | 1  | 5  | 13 | 22 | -9    | 75.47 | 2      |

## Championship Groep

### Vrijdag 11 december
De beste zeven spelers van de groepsfase plaatsten zich voor de Championship Groep. Zij speelden op 11 december één keer tegen elkaar, waarnaar de nummers 1 en 2 de finale speelden om de winnaar te bepalen.

| Speler             | Gem.        | Score | Gem.        | Speler             |
| ------------------ | ----------- | ----- | ----------- | ------------------ |
| Krzysztof Ratajski | (93.88)     | 4 – 3 | (94.25)     | Chris Dobey        |
| Steve West         | (79.98)     | 3 – 4 | (93.55)     | Luke Humphries     |
| Damon Heta         | (86.43)     | 1 – 4 | (100.81)    | Andy Boulton       |
| Michael Smith      | (97.55)     | 2 – 4 | (98.36)     | Krzysztof Ratajski |
| Chris Dobey        | (92.85)     | 2 – 4 | (100.95)    | Damon Heta         |
| Andy Boulton       | (105.47)    | 4 – 0 | (86.37)     | Steve West         |
| Luke Humphries     | (99.86)     | 4 – 3 | (90.31)     | Michael Smith      |
| Damon Heta         | (107.83)    | 4 – 3 | (105.30)    | Krzysztof Ratajski |
| Steve West         | (90.71)     | 2 – 4 | (89.01)     | Chris Dobey        |
| Luke Humphries     | (91.38)     | 2 – 4 | (95.30)     | Andy Boulton       |
| Michael Smith      | (93.97)     | 1 – 4 | (100.40)    | Damon Heta         |
| Krzysztof Ratajski | (95.69)     | 4 – 1 | (91.01)     | Steve West         |
| Chris Dobey        | ( -- . -- ) | 4 – 1 | ( -- . -- ) | Luke Humphries     |
| Andy Boulton       | (81.96)     | 1 – 4 | (98.88)     | Michael Smith      |
| Steve West         | (89.17)     | 2 – 4 | (93.57)     | Damon Heta         |
| Luke Humphries     | (97.02)     | 4 – 2 | (93.89)     | Krzysztof Ratajski |
| Andy Boulton       | (95.53)     | 0 – 4 | (101.90)    | Chris Dobey        |
| Michael Smith      | (113.43)    | 4 – 0 | (81.24)     | Steve West         |
| Damon Heta         | (113.43)    | 4 – 0 | (97.38)     | Luke Humphries     |
| Krzysztof Ratajski | (95.34)     | 2 – 4 | (90.44)     | Andy Boulton       |
| Chris Dobey        | (87.57)     | 4 – 3 | (97.04)     | Michael Smith      |

| Pos. | Speler             | Wedstrijden | Wedstrijden | Wedstrijden | Legs | Legs | Legs  | Legs   | Punten |
| ---- | ------------------ | ----------- | ----------- | ----------- | ---- | ---- | ----- | ------ | ------ |
| Pos. | Speler             | G           | W           | V           | LV   | LT   | Saldo | Gem.   | Punten |
| 1    | Damon Heta         | 6           | 5           | 1           | 21   | 12   | +9    | 100.44 | 10     |
| 2    | Chris Dobey        | 6           | 4           | 2           | 21   | 14   | +7    | 94.50  | 8      |
| 3    | Andy Boulton       | 6           | 4           | 2           | 17   | 13   | +4    | 95.81  | 8      |
| 4    | Krzysztof Ratajski | 6           | 3           | 3           | 19   | 18   | +1    | 97.42  | 6      |
| 5    | Luke Humphries     | 6           | 3           | 3           | 15   | 20   | -5    | 95.84  | 6      |
| 6    | Michael Smith      | 6           | 2           | 4           | 17   | 17   | 0     | 98.83  | 4      |
| 7    | Steve West         | 6           | 0           | 6           | 8    | 24   | -16   | 86.41  | 0      |

## Finale

### Vrijdag 11 december
| Finale Best of 7 legs |          |       |         |             |
| Speler                | Gem.     | Score | Gem.    | Speler      |
| Damon Heta            | (108.80) | 4 - 2 | (97.33) | Chris Dobey |

PDC Home Tour 2020 · PDC Home Tour II 2020 · PDC Home Tour III 2020